# Charles Nollet
Charles Marie Edouard Nollet, född 28 januari 1865, död 1941, var en fransk militär.
Nollet blev officer vid artilleriet 1884, överste 1911, brigadgeneral 1914 och divisionsgeneral 1917. Han anställdes 1906 i krigsministeriet, blev 1911 chef för fältartilleriskjutskolan och ordförande i artilleriskjutkommissionen samt vid första världskrigets utbrott artilleribefälhavare vid 13:e armékåren. I december samma år blev han brigadchef, 1915 infanterifördelningschef och 1916 armékårschef. Juli 1919 – oktober 1923 var Nollet ordförande i den interallierade militärkontrollkommissionen i Tyskland samt juni 1924 – april 1925 krigsminister i Frankrike.